# Hynobius tsuensis
Hynobius tsuensis är en groddjursart som beskrevs av Abé 1922. Hynobius tsuensis ingår i släktet Hynobius och familjen Hynobiidae. IUCN kategoriserar arten globalt som livskraftig. Inga underarter finns listade i Catalogue of Life.